# Segundo Gabinete Söder
Desde el 12 de noviembre de 2018 hasta el 7 de noviembre de 2023, el Segundo Gabinete Söder fue el gobierno estatal de Baviera. El gobierno se baso en el acuerdo de coalición Por una Baviera Cercana a los Ciudadanos, firmado entre la CSU y los FW tras las elecciones estatales de 2018 en Baviera. Markus Söder fue elegido Ministro-Presidente el 6 de noviembre de 2018 y los ministros estatales fueron nombrados y juraron su cargo el 12 de noviembre de 2018.

## Composición
| ← Segundo Gabinete de Söder (Desde 12 de noviembre de 2018)                            |                                                                   |                                                                 |                                   |
| Partido político                                                                       |                                                                   | Unión Social Cristiana de Baviera                               | Unión Social Cristiana de Baviera |
| Partido político                                                                       | Freie Wähler                                                      |                                                                 |                                   |
| Ministro- Presidente                                                                   |                                                                   |                                                                 |                                   |
| Ministro-Presidente                                                                    |                                                                   | Markus Söder 6 de noviembre de 2018-7 de noviembre de 2023      |                                   |
| Viceprimeros Ministros                                                                 |                                                                   |                                                                 |                                   |
| Primer Viceprimer Ministro                                                             |                                                                   | Hubert Aiwanger 12 de noviembre de 2018-7 de noviembre de 2023  |                                   |
| Segundo Viceprimer Ministro                                                            |                                                                   | Joachim Herrmann 12 de noviembre de 2018-7 de noviembre de 2023 |                                   |
| Departamento                                                                           |                                                                   |                                                                 |                                   |
| Economía, Desarrollo Regional y Energía                                                |                                                                   | Hubert Aiwanger 12 de noviembre de 2018-7 de noviembre de 2023  |                                   |
| Interior, Deporte e Integración.                                                       |                                                                   | Joachim Herrmann 12 de noviembre de 2018-7 de noviembre de 2023 |                                   |
| Jefe de la Cancillería del Estado                                                      |                                                                   | Florian Herrmann 12 de noviembre de 2018-7 de noviembre de 2023 |                                   |
| Asuntos Federales y Medios de Comunicación                                             |                                                                   | Florian Herrmann 12 de noviembre de 2018-7 de noviembre de 2023 |                                   |
| Vivienda, Construcción y Transporte                                                    |                                                                   | Hans Reichhart 12 de noviembre de 2018-1 de febrero de 2020     |                                   |
| Vivienda, Construcción y Transporte                                                    | Kerstin Schreyer 1 de febrero de 2020-23 de febrero de 2022       |                                                                 |                                   |
| Vivienda, Construcción y Transporte                                                    | Christian Bernreiter 23 de febrero de 2022-7 de noviembre de 2023 |                                                                 |                                   |
| Justicia                                                                               |                                                                   | Georg Eisenreich 12 de noviembre de 2018-7 de noviembre de 2023 |                                   |
| Educación y Cultura                                                                    |                                                                   | Michael Piazolo 12 de noviembre de 2018-7 de noviembre de 2023  |                                   |
| Ciencia y Arte                                                                         |                                                                   | Bernd Sibler 12 de noviembre de 2018-23 de febrero de 2022      |                                   |
| Ciencia y Arte                                                                         | Markus Blume 23 de febrero de 2022-7 de noviembre de 2023         |                                                                 |                                   |
| Finanzas y Hogar                                                                       |                                                                   | Albert Füracker 12 de noviembre de 2018-7 de noviembre de 2023  |                                   |
| Medio Ambiente y Protección del Consumidor                                             |                                                                   | Thorsten Glauber 12 de noviembre de 2018-7 de noviembre de 2023 |                                   |
| Nutrición, Agricultura y Silvicultura.                                                 |                                                                   | Michaela Kaniber 12 de noviembre de 2018-7 de noviembre de 2023 |                                   |
| Familia, Trabajo y Asuntos Sociales                                                    |                                                                   | Kerstin Schreyer 12 de noviembre de 2018-6 de febrero de 2020   |                                   |
| Familia, Trabajo y Asuntos Sociales                                                    | Carolina Trautner 6 de febrero de 2020-23 de febrero de 2022      |                                                                 |                                   |
| Familia, Trabajo y Asuntos Sociales                                                    | Ulrike Scharf 23 de febrero de 2022-7 de noviembre de 2023        |                                                                 |                                   |
| Salud y Cuidado                                                                        |                                                                   | Melanie Huml 12 de noviembre de 2018-10 de enero de 2021        |                                   |
| Salud y Cuidado                                                                        | Klaus Holetschek 10 de enero de 2021-7 de noviembre de 2023       |                                                                 |                                   |
| Sociedad Digital                                                                       |                                                                   | Judith Gerlach 12 de noviembre de 2018-7 de noviembre de 2023   |                                   |
| Ministro de Estado para Asuntos Europeos e Internacionales en la Cancillería de Estado |                                                                   | Melanie Huml 12 de noviembre de 2018-7 de noviembre de 2023     |                                   |